# Kaartinkaupunki
Kaartinkaupunki (svensk: Gardesstaden) er en bydel i den sydlige del af Helsinki, Finland.
Kaartinkaupunki udgøres af området mellem Esplanadeparken og Tähtitornin vuori (svensk: Observatorieberget). Selvom grænserne allerede blev fastlagt i 1812, fik bydelen først sit navn i 1959. Kaartinkaupunki ligger i Ullanlinna-distriktet (svensk: Ulrikasborg) i det sydlige stordistrikt. Bydelen er opkaldt efter den gamle, russiske militærbase på Kasarmitori (svensk: Kaserntorget). Den ældste del af kasernen blev opført i 1822. Den Finske Garde holdt til her.
Kaartinkaupunki har et areal på 0,33 km2 og et indbyggertal på 999 (2013).
60°09′57″N 24°57′00″Ø / 60.16577°N 24.95007°Ø